# Florida Federal Open 1981
Florida Federal Open 1981 — жіночий тенісний турнір, що проходив на відкритих кортах з твердим покриттям East Lake Woodlands Racquet Club у Тампі (США). Належав до категорії 4 Toyota Series в рамках Туру WTA 1981. Турнір відбувся вдев'яте і тривав з 5 до 11 жовтня 1981 року. Перша сіяна Мартіна Навратілова здобула титул в одиночному розряді й отримала за це 22 тис. доларів США.

## Фінальна частина

### Одиночний розряд
Мартіна Навратілова —  Беттіна Бюнге 5–7, 6–2, 6–0
- Для Навратілової це був 8-й титул в одиночному розряді за сезон і 53-й — за кар'єру.

### Парний розряд
Розмарі Казалс /  Венді Тернбулл —  Мартіна Навратілова /  Рената Томанова 6–3, 6–4

## Розподіл призових грошей
| Дисципліна       | П       | F       | ПФ     | ЧФ     | 1/8    | 1/16 |
| Одиночний розряд | $22,000 | $11,000 | $5,500 | $2,800 | $1,500 | $750 |